# Felsőegerszeg
Felsőegerszeg là một thị trấn thuộc hạt Baranya, Hungary. Thị trấn này có diện tích 4,84 km², dân số năm 2010 là 144 người, mật độ 30 người/km².